# Lutzomyia chassigneti
Lutzomyia chassigneti är en tvåvingeart som först beskrevs av Floch H., Abonnenc E. 1944.  Lutzomyia chassigneti ingår i släktet Lutzomyia och familjen fjärilsmyggor. Inga underarter finns listade i Catalogue of Life.